# 존 림
존 림(영어: John Lim, 1935년 12월 23일 ~ )은 미국의 정치인이다. 대한민국 출신으로, 본명은 임용근이다.
경기도 여주군에서 태어났다. 신학대를 졸업한 후 1966년 미국으로 이민을 떠났다. 처음에 미국에서 어렵게 지내다가 오리건주와 캘리포니아주에서 사업으로 성공하였다. 그는 1992년 오리건 주의회 상원의원 선거에 공화당 소속으로 출마, 당선되어 1993년 ~ 2001년 재직했다. 2004년 오리건 주의회 하원의원 선거에 출마, 당선되어 2005년부터 재직했으나, 2008년 낙선하였다. 오리건 주에서 이름이 꽤 알려진 정치인인 그는 2010년 주지사에 도전, 공화당 예비선거에 출마하였으나, 선거에서 14%의 득표율을 올리는 데 그쳐 후보로 선출되지 못했다.

## 역대 선거 결과
| 선거명      | 직책명                       | 대수  | 정당   | 득표율 | 득표수    | 결과 | 당락               |
| ----------- | ---------------------------- | ----- | ------ | ------ | --------- | ---- | ------------------ |
| 1992년 선거 | 상원의원 (오리건 제11부)     | 67대  | 공화당 | 59.01% | 26,991표  | 1위  | 오리건 주의원 당선 |
| 1994년 선거 | 상원의원 (오리건 제11부)     | 69대  | 공화당 | 84.15% | 31,152표  | 1위  | 오리건 주의원 당선 |
| 1998년 선거 | 상원의원 (오리건 제3부)      | 106대 | 공화당 | 33.80% | 377,739표 | 2위  | 낙선               |
| 2004년 선거 | 하원의원 (오리건 제50선거구) | 73대  | 공화당 | 52.31% | 13,489표  | 1위  | 오리건 주의원 당선 |
| 2006년 선거 | 하원의원 (오리건 제50선거구) | 74대  | 공화당 | 62.87% | 11,357표  | 1위  | 오리건 주의원 당선 |